# Angelo Innocent Fernandes
Angelo Innocent Fernandes (1913 - 2000) là một Giám mục người Ấn Độ cũ, nay thuộc vùng lãnh thổ Pakistan, phục vụ tại Ấn Độ của Giáo hội Công giáo Rôma. Ông nguyên là Tổng giám mục chính tòa Tổng giáo phận Delhi [1967 - 1990] và Tổng Thư kí Hội đồng Giám mục Ấn Độ [C.C.B.I.] từ năm 1989 đến năm 1991. Trước đó, ông còn có khoàng thời gian dài đảm trách vị trí Tổng giám mục Phó Delhi từ năm 1959 đến năm 1967.

## Tiểu sử
Tổng giám mục Angelo Innocent Fernandes sinh ngày 28 tháng 7 năm 1913, tại Karachi, thuộc vùng Ấn Độ nay thuộc đất nước Pakistan. Sau quá trình tu học dài hạn tại các cơ sở chủng viện theo quy định của Giáo luật, ngày 29 tháng 8 năm 1937, Phó tế Fernandes, 24 tuổi, tiến đến việc được truyền chức linh mục. Tân linh mục cũng là thành viên linh mục đoàn Tổng giáo phận Bombay.
Sau 22 năm thực hiện các nghi lễ tôn giáo trên cương vị là một linh mục, ngày 4 tháng 6 năm 1959, tin tức từ Tòa Thánh loan ab1o Giáo hoàng đã xác nhận tuyển chọn linh mục Angelo Innocent Fernandes, 46 tuổi, vào hàng ngũ Giám mục đoàn Công giáo Hoàn vũ, với vai trò mới là Tổng giám mục Phó Tổng giáo phận Delhi, đi kèm danh hiệu Tổng giám mục Hiệu tòa Novae Patrae. Lễ tấn phong cho vị giám mục tân cử được cử hành sau đó vào ngày 1 tháng 11 cùng năm, với phần nghi thức chính yếu được cử hành cách trọng thể bởi 3 giáo sĩ cấp cao. Chủ phong cho vị tân giám mục là Hồng y Valerian Gracias, Tổng giám mục Tổng giáo phận Bombay. Hai vị còn lại, với vai trò phụ phong, gồm có Tổng giám mục Joseph Alexander Fernandes, Tổng giám mục Delhi và Tổng giám mục Vivian Anthony Dyer, Tổng giám mục Phó Tổng giáo phận Calcutta.
Trong vai trò Tổng giám mục Phó Delhi, ông tham dự đầy đủ 4 gaii đoạn của Công đồng Vatican II kéo dài từ năm 1962 đến năm 1967. Từ ngày 16 tháng 9 năm 1967, ông kế vị, trở thành Tổng giám mục chính tòa Tổng giáo phận Delhi. Ngoài vị trí do Tòa Thánh bổ nhiệm, ông còn đóng vai trò Tổng Thư kí Hội đồng Giám mục Ấn Độ [C.C.B.I.] từ năm 1989 đến năm 1991.
Sau 23 năm giữ vị trí Tổng giám mục Delhi, Tổng giám mục Fernandes từ nhiệm vì l1i do tuổi tác theo Giáo luật, và đã được phía Tòa Thánh chấp thuận vào ngày 19 tháng 11 năm 1990. Tổng giám mục Angelo Innocent Fernandes qua đời sau đó vào ngày 30 tháng 1 năm 2000, thọ 87 tuổi.